# Mallinella sadamotoi
Mallinella sadamotoi là một loài nhện trong họ Zodariidae.
Loài này thuộc chi Mallinella. Mallinella sadamotoi được Hirotsugu Ono & Tanikawa miêu tả năm 1990.